# Liste der häufigsten Vornamen in Island
Dies ist eine Liste der häufigsten Vornamen in Island mit dem Stand 2012.
Vornamen sind in Island der wichtigere Namensbestandteil nach dem Patronym, vgl. Isländischer Personenname. Die folgenden Listen geben nicht die beliebtesten Babynamen eines Jahres wieder, sondern geben Auskunft über die absolut am häufigsten gewählten Namen der jeweiligen lebenden Bevölkerung in Island.

## Männliche und weibliche Vornamen
Die häufigsten männlichen und weiblichen Vornamen in Island waren im Jahr 2012:

Häufigkeit der männlichen Vornamen (2017)

Häufigkeit der weiblichen Vornamen (2017)

| Rang | Männlich                    | Anzahl | Weiblich                 | Anzahl |
| ---- | --------------------------- | ------ | ------------------------ | ------ |
| 1    | Jón                         | 5371   | Guðrún                   | 4953   |
| 2    | Sigurður                    | 4321   | Anna                     | 4461   |
| 3    | Guðmundur                   | 4056   | Sigríður                 | 3615   |
| 4    | Gunnar                      | 3201   | Kristín                  | 3607   |
| 5    | Ólafur/Olav                 | 2837   | Margrét/Margrjet/Margret | 2994   |
| 6    | Einar                       | 2500   | Helga                    | 2805   |
| 7    | Kristján/Kristian/Christian | 2373   | Sigrún                   | 2591   |
| 8    | Magnús                      | 2367   | Ingibjörg                | 2261   |
| 9    | Stefán/Stefan               | 2179   | Jóhanna                  | 1988   |
| 10   | Jóhann                      | 1974   | María                    | 1937   |
| 11   | Björn                       | 1712   | Elín                     | 1635   |
| 12   | Árni                        | 1626   | Katrín                   | 1453   |
| 13   | Arnar                       | 1568   | Hildur                   | 1374   |
| 14   | Bjarni                      | 1562   | Ragnheiður               | 1328   |
| 15   | Helgi                       | 1514   | Guðbjörg                 | 1308   |
| 16   | Halldór                     | 1466   | Ásta                     | 1307   |
| 17   | Pétur/Pjetur                | 1413   | Erla                     | 1261   |
| 18   | Kristinn                    | 1333   | Lilja                    | 1258   |
| 19   | Daníel                      | 1282   | Eva                      | 1222   |
| 20   | Gísli                       | 1279   | Guðný                    | 1200   |